# Siegmund Pfannstiel
Johann Siegmund Pfannstiel (* 25. März 1819 in Weidebrunn (Stadt Schmalkalden); † 6. Februar 1890 ebenda) war ein deutscher Gutsbesitzer und Abgeordneter des Provinziallandtages der Provinz Hessen-Nassau sowie des Preußischen Abgeordnetenhauses.

## Leben
Siegmund Pfannstiel war der Sohn des gleichnamigen Vaters und dessen Gemahlin Anna Elisabetha Endter. Er war Gutsbesitzer in Weidebrunn, einem Ortsteil von Schmalkalden im südthüringischen Landkreis Schmalkalden-Meiningen. 1868 erhielt er als Vertreter der höchstbesteuerten Grundbesitzer und Gewerbetreibenden im Kreis Schmalkalden in indirekter Wahl ein Mandat für den kurhessischen Kommunallandtag des Regierungsbezirks Kassel. Dieser wählte ihn aus seiner Mitte zum Abgeordneten des Provinziallandtages der Provinz Hessen-Nassau. Er blieb bis zum Jahre 1889 in diesen Parlamenten. In den Jahren 1879 bis 1888 war er Mitglied des Preußischen Abgeordnetenhauses.
Pfannstiel war verheiratet mit Christiane Friedricke Möllinghoff. Aus der Ehe ging der Sohn Friedrich Siegmund (1847–1922) hervor. Dieser folgte ihm als Abgeordneter.